# Wien Franz-Josefs-Bahnhof

Der Franz-Josefs-Bahnhof (oft als Wien FJB abgekürzt) liegt am Julius-Tandler-Platz im neunten Gemeindebezirk (Alsergrund) in Wien und wurde in der heutigen Form 1978 als Nachfolger mehrerer gleichnamiger Bahnhöfe eröffnet. Er wurde als Kopfbahnhof konzipiert. Wie alle Bahnhöfe Wiens war der Bahnhof mit einem luxuriösen Wartesalon für den kaiserlichen Hof ausgestattet (vgl. Fürstenbahnhof). Zunächst hieß er „Kaiser-Franz-Josefs-Bahnhof“, seit 1918 wird er in den Kursbüchern unter dem heutigen Namen geführt.

## Geschichte

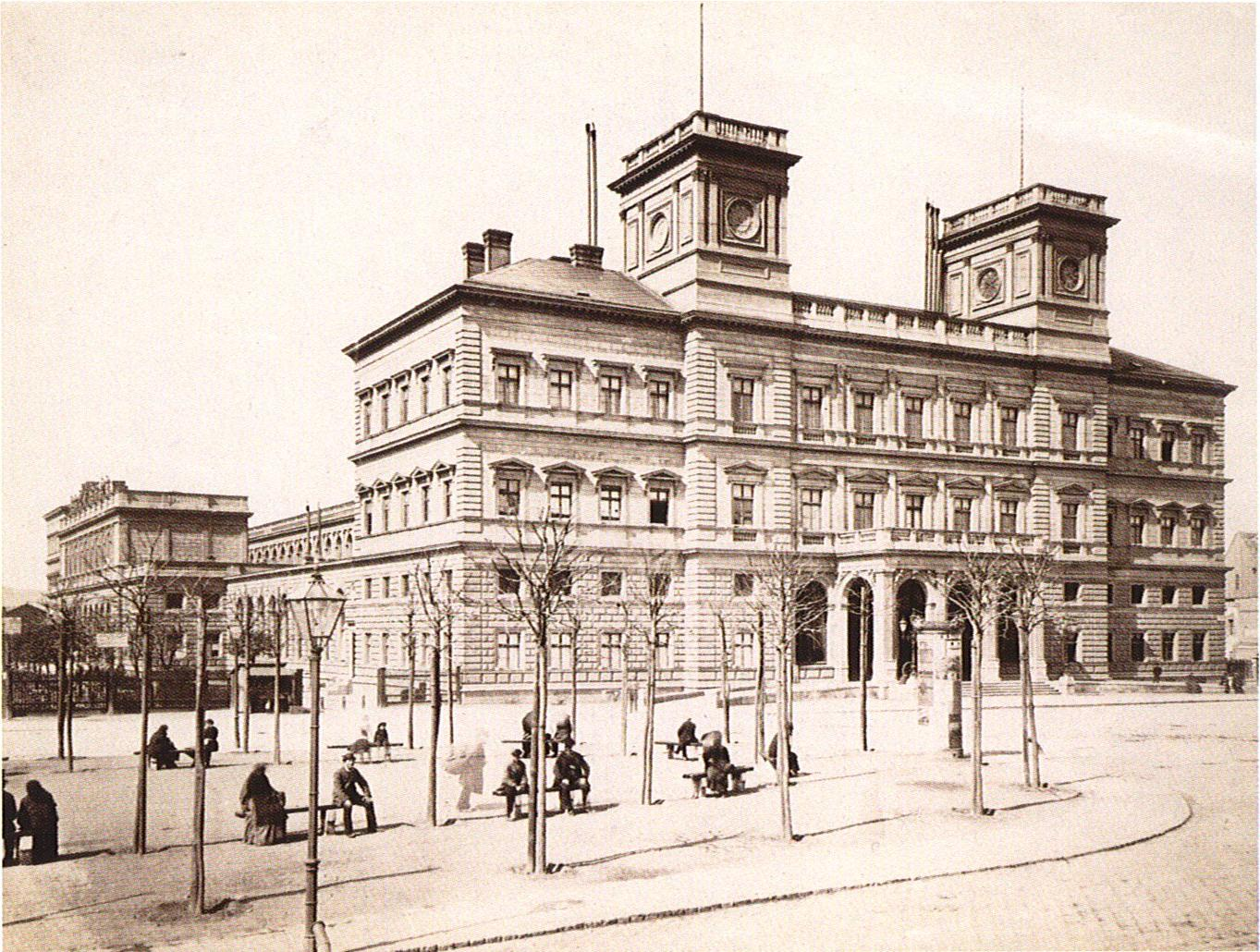
Der alte Franz-Josefs-Bahnhof um 1880

Als die Kaiser-Franz-Josefs-Bahn 1870 auf der Teilstrecke Eggenburg–Wien ihren Betrieb aufnahm, musste vorerst mit einem provisorischen Bahnhof nördlich des heutigen Standortes das Auslangen gefunden werden. Grund dafür waren Streitigkeiten zwischen der Stadt Wien und der Errichtungsgesellschaft um den Standort. Die Gesellschaft wollte den Bahnhof an einem stadtfernen und daher billigeren Bauplatz errichten, während die Gemeinde eine gute Erreichbarkeit vom Stadtzentrum sicherstellen wollte. Der endgültige Standort wurde schließlich 1872 auf dem Areal des ehemaligen Palais Althan-Pouthon gefunden.
1891 wurde der Bahnhof, verbunden mit einer bedeutenden Vergrößerung, vollständig renoviert und dabei durch die Internationale Elektricitätsgesellschaft mit elektrischem Licht versehen.

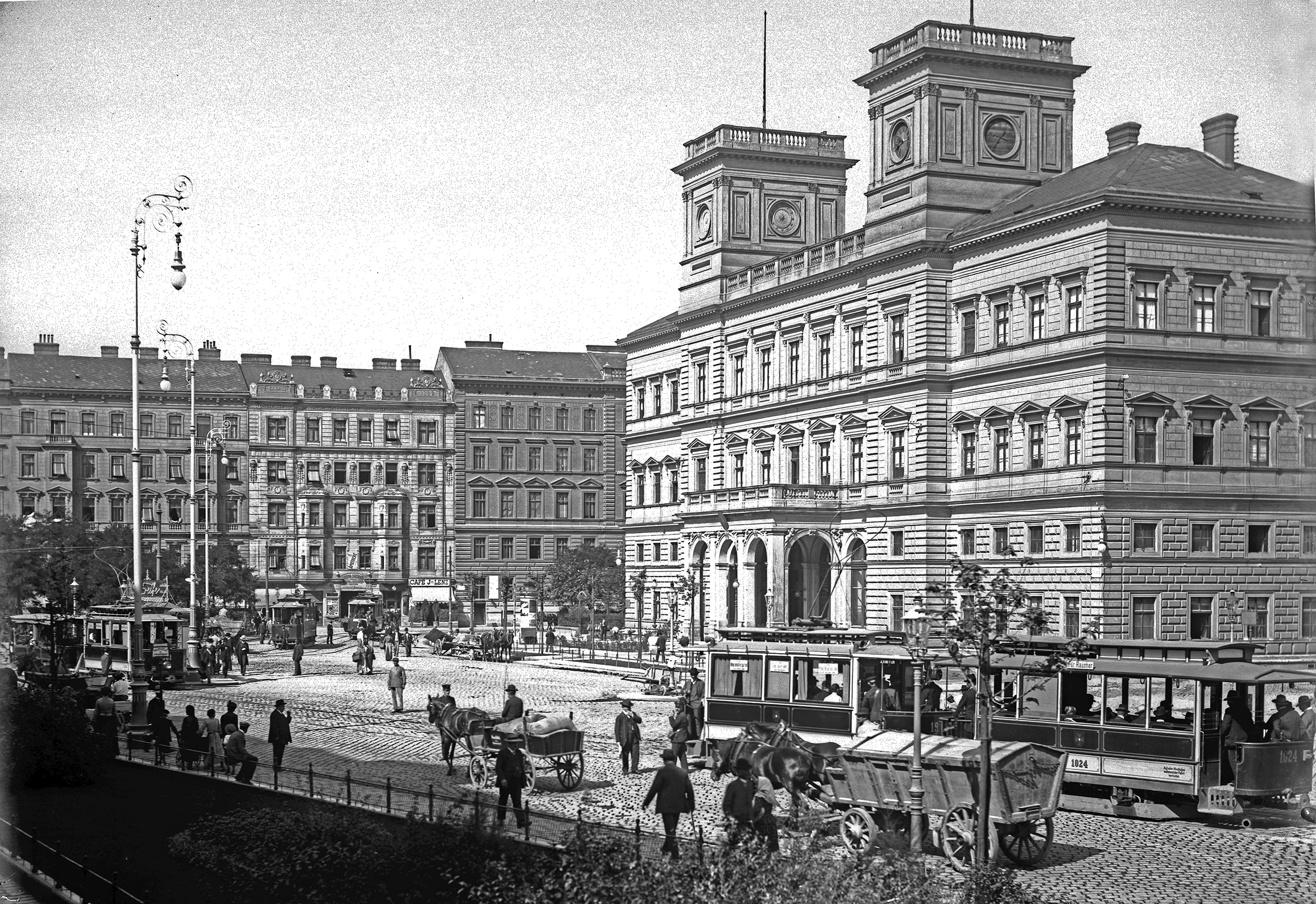
Der Bahnhofsvorplatz um 1905

Im ausgehenden 19. Jahrhundert stieß der Kopfbahnhof dann jedoch zunehmend an seine Kapazitätsgrenze und musste dringend entlastet werden. Er entsprach auf Dauer nicht mehr den komplizierten Ansprüchen des parallelen Fern- und Lokalverkehrs und hätte kostspielig umgebaut werden müssen. Alternativ entschieden sich die Verkehrsplaner jedoch für den Bau der Wiener Dampfstadtbahn, die in den Jahren 1898 bis 1901 ihren Betrieb aufnahm und die aus Richtung Tulln kommenden Lokalzüge schon im neuen Bahnhof Heiligenstadt auf die Vorortelinie, die Gürtellinie oder die Donaukanallinie ablenkte. Mit Inbetriebnahme der Wiener Elektrischen Stadtbahn im Jahr 1925 entfiel diese Möglichkeit, abgesehen von der Vorortelinie, wieder.
1907 wurde der Bahnhof durch die bis heute bestehende Straßenbahnlinie 5 (Westbahnhof–Praterstern) mit zwei der wichtigsten Bahnhöfe Wiens sowie dem damaligen Nordwestbahnhof verbunden. Der im historisierenden Ringstraßenstil gehaltene Bahnhof wurde am Ende des Zweiten Weltkriegs durch mehrere Fliegerbombentreffer in Mitleidenschaft gezogen. Durch Kampfhandlungen unter Beteiligung der Roten Armee im April 1945 geriet ein Teil des Bahnhofes in Brand.

### Nachkriegszeit

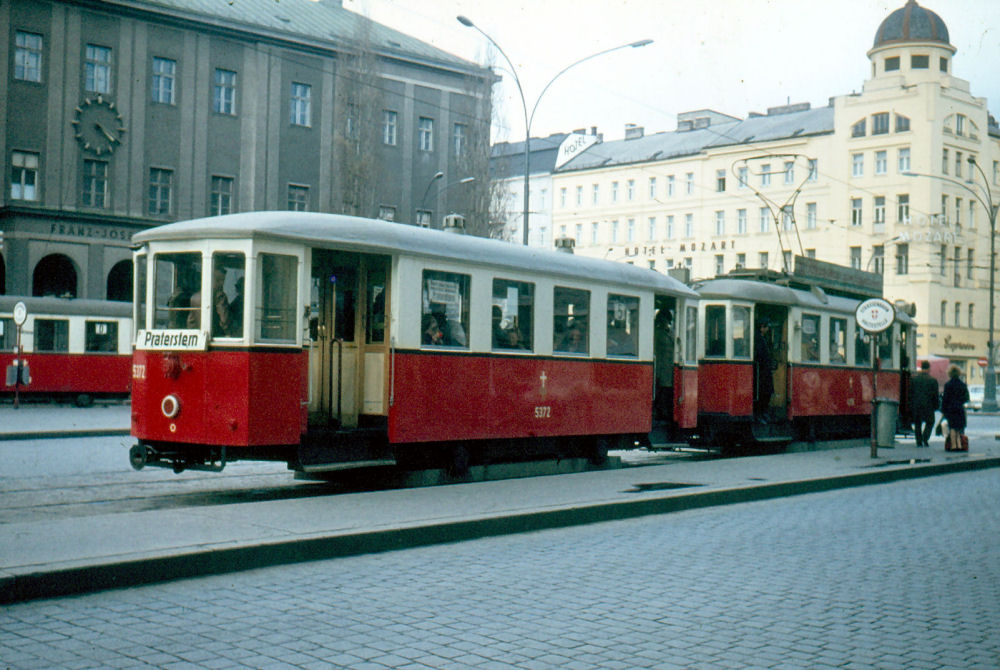
Das Aufnahmsgebäude im Jahr 1972

Als einziger der großen Wiener Bahnhöfe konnte der Franz-Josefs-Bahnhof bereits unmittelbar nach Kriegsende seinen Betrieb wieder aufnehmen. In den Jahren nach dem Krieg wurde er eher lieblos renoviert. Die ursprünglichen Uhrtürme wurden abgerissen, Stuckatur und Fassadenteile abgeschlagen. 1967 diente er als Filmkulisse für Terence Youngs Film „Mayerling“, u. a. mit Omar Sharif, Catherine Deneuve und James Mason. Ende der 1960er Jahre war das inzwischen nahezu hundertjährige Bauwerk derartig desolat, dass der Abriss in Erwägung gezogen wurde, der 1974 erfolgte.

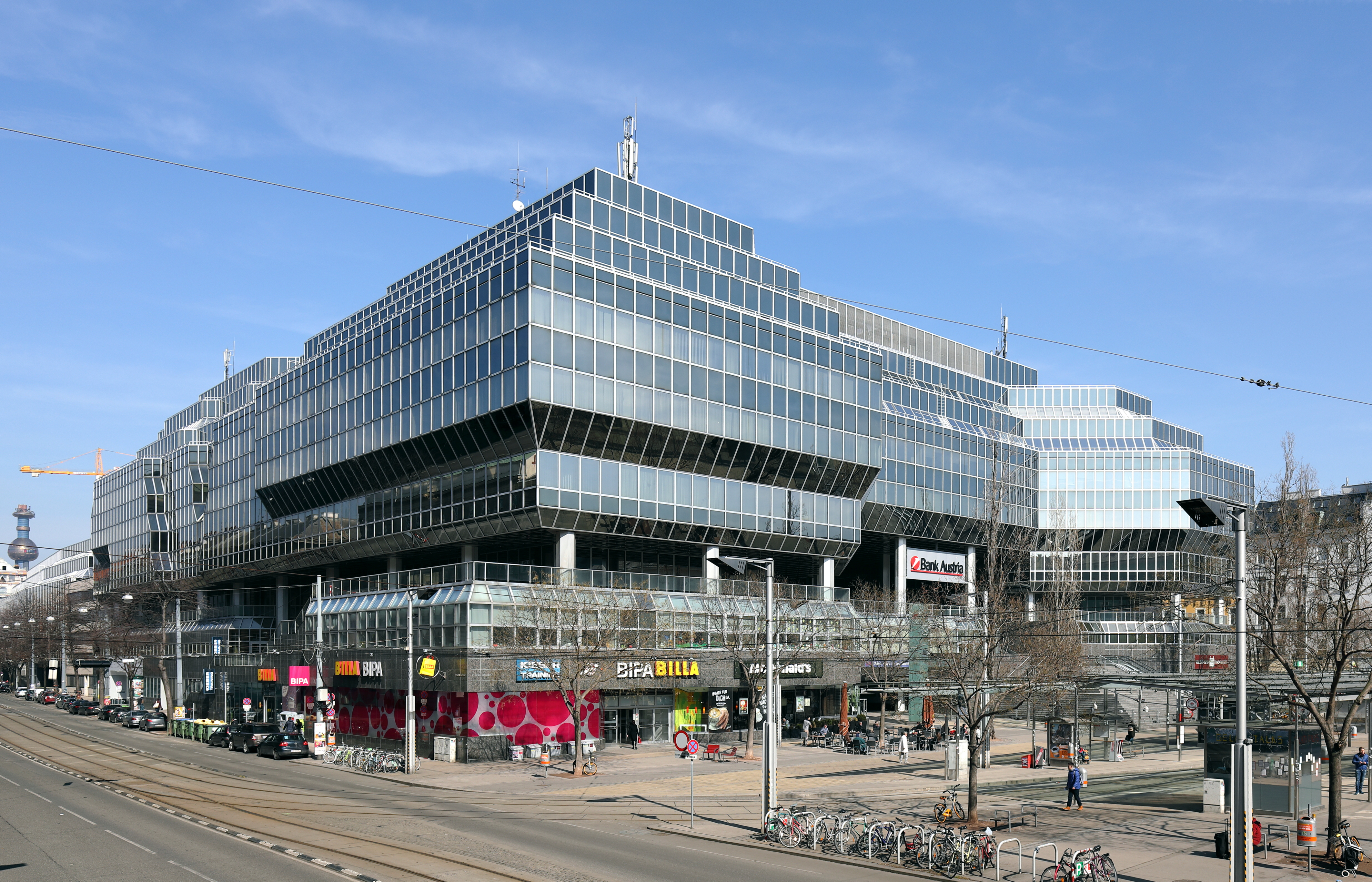
Franz-Josefs-Bahnhof vor der Überbauung bzw. Modernisierung

Der neue Franz-Josefs-Bahnhof wurde nach einem Entwurf der Architektengemeinschaft Schwanzer, Krampf, Glück, Hlaweniczka, Requat und Reinthaller erbaut und konnte 1978 seiner Bestimmung übergeben werden. Im Mittelpunkt stand dabei jedoch nicht der Bahnbetrieb selbst, sondern die möglichst gewinnbringende Verwertung von innenstadtnahen Liegenschaften als Büroflächen. Über den Gleisanlagen wurde eine Betoneindeckelung errichtet.
Die letzten Gebäude auf dieser Überplattung wurden Anfang der 1990er Jahre fertiggestellt, vor allem das sogenannte Universitätszentrum Althanstraße (UZA) mit dem ehemaligen Standort der Wirtschaftsuniversität Wien (UZA 1) sowie den bestehenden Instituten für Geowissenschaften, Pharmazie, Biologie sowie Theater-, Film- und Medienwissenschaft der Universität Wien (UZA 2-5).
Mit der 2007 beschlossenen Absiedelung des Hauptstandortes der Wirtschaftsuniversität von dem im Eigentum des Bundes und der ÖBB stehenden Areal wird seit Mitte der 2000er Jahre über eine völlige Neuwidmung der zentrumsnahen Flächen nachgedacht. Anfang 2011 wurde vorgeschlagen, den Bahnhof völlig aufzulassen. Dennoch verbleibt die große Mehrheit der Gebäudenutzer (alle ansässigen Fakultäten der Universität Wien) bis auf Weiteres am Standort Althanstraße.
Für Ende des Jahres 2025 ist die Fertigstellung des Baus der Straßenbahnlinie 12 vorgesehen welche vom Franz-Josefs-Bahnhof über Traisengasse zur U-Bahn-Stationen Vorgartenstraße verlaufen wird.

## Heutige Bedeutung

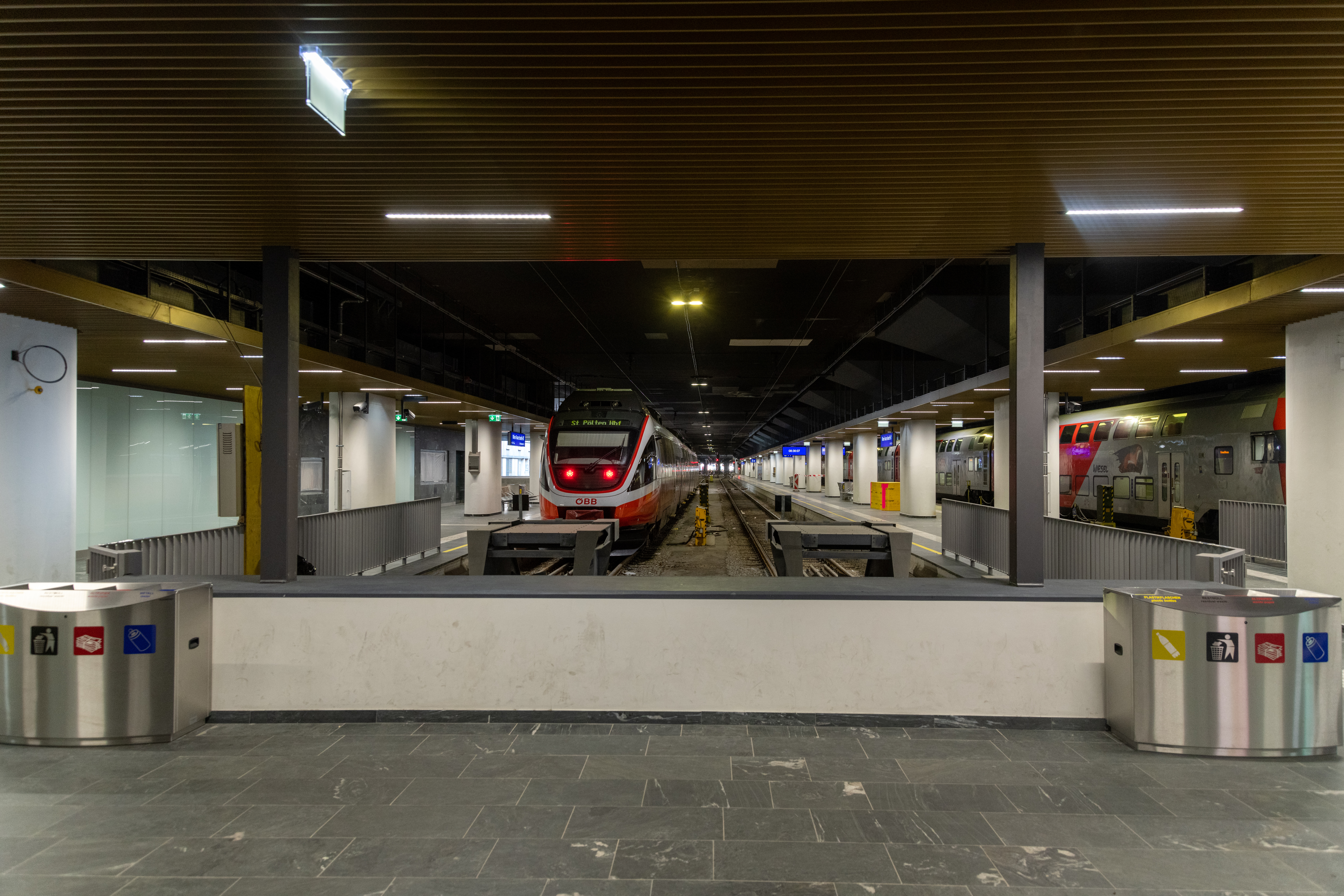
Unterirdische Bahnsteige nach der Modernisierung (2024)

Bis zum Fahrplanjahr 1991/92 führte die Standardroute der Schnellzüge von Wien nach Prag über die Franz-Josefs-Bahn. Es bestand mit dem Paradezug Vindobona ferner eine Schnellzug-Verbindung nach Berlin-Lichtenberg über Prag Hbf.
Seitdem Schnellzüge nicht mehr vom Franz-Josefs-Bahnhof, sondern in der Regel vom Hauptbahnhof geführt werden, ist der FJB nur noch von regionaler Bedeutung. Von hier fahren nunmehr ausschließlich Nahverkehrszüge in die zwischen Wienerwald und südlich der Donau gelegenen Region westlich von Wien sowie ins Waldviertel. Er ist Endpunkt der S-Bahn-Linie 40 sowie Ausgangspunkt von Regionalexpresszügen nach Krems an der Donau, Sigmundsherberg sowie České Velenice. Durch die Errichtung des S- und U-Bahn-Knotens Spittelau nur etwa 600 Meter weiter nördlich im Jahr 1996 wurde der Bahnhof als Pendler- und Regionalbahnhof weiter abgewertet.
Von 2010 bis 2019 verkehrte jeweils vom 1. Mai bis 26. Oktober einmal täglich eine Nahverkehrsverbindung nach Passau Hbf. Der Zug trug den Namen RadExpress Donau bzw. zuletzt Radtramper Donau und war speziell für die Fahrradmitnahme ausgestattet. Er fuhr frühmorgens von Wien ab, um Radfahrer ohne Umsteigen zum Ausgangspunkt des österreichischen Donauradweges zu bringen. Die Rückfahrt erfolgte am späten Nachmittag. Die Zuggattung war REX (Regionalexpress) bzw. EZ (Erlebniszug).
Seit Dezember 2022 besteht eine tägliche, an Wochenenden sogar zweimal täglich geführte, direkte Regionalexpress-Verbindung vom Franz-Josefs-Bahnhof nach Prag mit dem Namen Silva Nortica.
Die stärkste Frequenz hat der Bahnhof am Wochenende; dabei handelt es sich jedoch nicht um Zugreisende, sondern um Kunden einer Supermarktkette, deren dortige Filiale durch eine Sonderregelung von der in Wien gesetzlich vorgeschriebenen Sonntagsschließung ausgenommen ist. Thema in den lokalen Medien ist überdies die am Bahnhofsvorplatz deutlich präsente Obdachlosenszene.

## Linien im Verkehrsverbund Ost-Region

### Eisenbahnverkehr
| Linie | Verlauf | Takt                                           | Anmerkungen                                                                                                 |
| ----- | --- | ---------------------------------------------- | --- |
| R40   | Wien Franz-Josefs-Bahnhof – Wien Spittelau – Wien Heiligenstadt – Klosterneuburg – St.Andrä-Wördern | ≈30                                            | Verkehrt nur von Montag bis Freitag in den Stoßzeiten am Morgen und am Nachmittag, um die S40 zu verdichten |
| REX41 | Wien Franz-Josefs-Bahnhof – Absdorf-Hippersdorf – Sigmundsherberg – Gmünd – České Velenice | ≈60 (nach Sigmundsherberg) / ≈120 (nach Gmünd) | Zu Lastzeiten in Lastrichtung mind. alle ≈30/~60                                                            |
| REX4  | Wien Franz-Josefs-Bahnhof – Absdorf-Hippersdorf – Krems an der Donau | ≈60 (nach Krems)                               | Zu Lastzeiten in Lastrichtung mind. alle ≈30                                                                |
| S40   | Wien Franz-Josefs-Bahnhof – Wien Spittelau – Wien Heiligenstadt – Klosterneuburg-Kierling – Tulln – Tullnerfeld – Herzogenburg – St. Pölten Hbf \|\| ≈30 (nach Tulln Stadt) / ≈60 (nach St. Pölten) \|\| |                                                | |

### Öffentlicher Nahverkehr in Wien
| Linie | Verlauf |
| ----- | --- |
| D     | Absberggasse – Hauptbahnhof Ost – Quartier Belvedere – Oper, Karlsplatz – Ring, Volkstheater – Schottentor – Franz-Josefs-Bahnhof – Spittelau – Heiligenstadt, 12.-Februar-Platz – Nußdorf – Beethovengang |
| 5     | Praterstern – Friedensbrücke – Franz-Josefs-Bahnhof – Spitalgasse/Währinger Straße – Lerchenfelder Straße – Westbahnhof                                                                                    |
| 33    | Josefstädter Straße – Spitalgasse/Währinger Straße – Franz-Josefs-Bahnhof – Friedensbrücke – Jägerstraße – Friedrich-Engels-Platz                                                                          |
| N38   | Schottentor – Franz-Josefs-Bahnhof – Nußdorfer Straße – Grinzing |